# Mason Raymond
Mason Evan Raymond, född 17 september 1985, är en kanadensisk professionell ishockeyspelare som spelar för Anaheim Ducks i NHL. Han har tidigare representerat Vancouver Canucks, Toronto Maple Leafs och Calgary Flames.
Raymond draftades i andra rundan i 2005 års draft av Vancouver Canucks som 51:a spelare totalt.